# Большое Токко
Большо́е Токко́ (Большое Токо) — озеро у северного подножия Станового хребта в юго-восточной части республики Саха России, вблизи её границы с Амурской областью. Расположено в Нерюнгринском районе на удалении 450 км от Нерюнгри, по восточному берегу озера проходит граница с Хабаровским краем. Озеро принадлежит бассейну реки Алгама. Объём воды — 3,5 км³. Площадь водосборного бассейна — 919 км².
Постоянных населённых пунктов на побережье нет, территориально входит в состав заказника «Большое Токо». На небольшом удалении от озера в западном направлении располагается Эльгинское месторождение каменного угля.
Большое Токо является самым крупным озером в пределах Станового хребта с площадью зеркала 82,6 км² и представляет собой тектоническую впадину, обработанную ледником. Имеет форму округлого, вытянутого в северном направлении водоема с небольшими заливами ледникового происхождения. Озеро расположено на Токинском плато с абсолютными высотами 950—1100 м и общей площадью более 10 тысяч км². Плато, называемое также Токинской котловиной, с юга и юго-востока окаймляется хребтом Токинский становик, на севере — Нижне-Гонамским, на западе — Нинганским, а на востоке — Учуро-Идюмским хребтом. Озеро находится на юге котловины и ограничено системой валов конечных морен, являющихся результатом активной деятельности ледников четвертичного периода, спускавшихся со склонов Станового хребта в эпохи оледенений. Комплекс образующих побережье морен возвышается над уровнем озера на высоту до 100 м и достигает ширины 2—3 км. С внешней стороны этот комплекс представлен крутым конечноморенным валом, с грядами высотой до 10—15 м. Гряды сложены из крупных окатанных валунов и необработанных ледником каменных глыб. На удалении два километра в южном направлении располагается озеро Малое Токо (площадь 2,5 км²), которое соединено протокой с единственным значимым притоком озера Большое Токо — рекой Утук. Весь сток происходит через реку Мулам, левый приток Идюма.
Высота уреза воды, равная 903 м, соответствует переходной зоне от горных среднетаёжных лесов к зоне лесотундровых лесов. Озеро находится в области распространенной вечной мерзлоты, толщина которой в этой местности достигает 30 м, глубина зимнего промерзания и оттаивания колеблется от 0,3 до 4 м. Продолжительность зимы в районе составляет 7-7,5 месяцев, средняя температура — −30…−32 °C. Максимум осадков приходится на летний период, средняя температура календарного лета — +17…+19 °C. Область озера сейсмоактивна, сильные землетрясения в районе, возможно, были связаны с развитием и таянием ледников в периоды оледенений. В четвертичный период в окрестностях озера, возможно, также имели место вулканические или крупные геотермальные извержения.
Побережье покрыто лиственничным лесом, в котором встречается лось, дикий олень, бурый медведь, соболь, птицы и водоплавающая дичь. В озере водится таймень, ленок, хариус, сиг, окунь и щука. По причине большой глубины водоема, его вода отличается высокой прозрачностью.

## Токинский угольный бассейн
Район Токинской котловины, в котором располагается озеро, входит в Южно-Якутский каменноугольный бассейн с общими запасами угля в 57,5 млрд т и выделяется в отдельный Токинский (Токийский) угольный район. Эльгинское угольное месторождение площадью 246 км² располагается в 15—30 км на запад от озера. На некотором удалении на восток от озера находится Токо-Худурканское месторождение угля. Каменный уголь также встречается лежащим на побережье Большого Токо в виде гальки.